# 克里斯蒂娜·勒普克
克里斯蒂娜·勒普克（德語：Christine Röpke，20世纪—），德国女子赛艇运动员。她曾代表东德参加南斯拉夫布莱德举行的1979年世界赛艇锦标赛，获得女子四人双桨金牌。